# Arnold (Califòrnia)
Arnold és una concentració de població designada pel cens dels Estats Units a l'estat de Califòrnia. Segons el cens del 2000 tenia 4.218 habitants.

## Demografia
Segons el cens del 2000, Arnold tenia 4.218 habitants, 1.864 habitatges, i 1.325 famílies. La densitat de població era de 109,9 habitants/km².
Dels 1.864 habitatges en un 21,7% hi vivien nens de menys de 18 anys, en un 61,5% hi vivien parelles casades, en un 6,7% dones solteres, i en un 28,9% no eren unitats familiars. En el 23,8% dels habitatges hi vivien persones soles el 9,3% de les quals corresponia a persones de 65 anys o més que vivien soles. El nombre mitjà de persones vivint en cada habitatge era de 2,26 i el nombre mitjà de persones que vivien en cada família era de 2,65.
Per edats la població es repartia de la següent manera: un 18,8% tenia menys de 18 anys, un 4,5% entre 18 i 24, un 19,1% entre 25 i 44, un 36,6% de 45 a 60 i un 20,9% 65 anys o més.
L'edat mediana era de 50 anys. Per cada 100 dones de 18 o més anys hi havia 97,2 homes.
La renda mediana per habitatge era de 42.785 $ i la renda mediana per família de 49.364 $. Els homes tenien una renda mediana de 42.941 $ mentre que les dones 22.344 $. La renda per capita de la població era de 23.169 $. Entorn del 7,6% de les famílies i el 10,8% de la població estaven per davall del llindar de pobresa.

## Poblacions més properes
El següent diagrama mostra les poblacions més properes.